# Museu das Comunicações e Humanidades

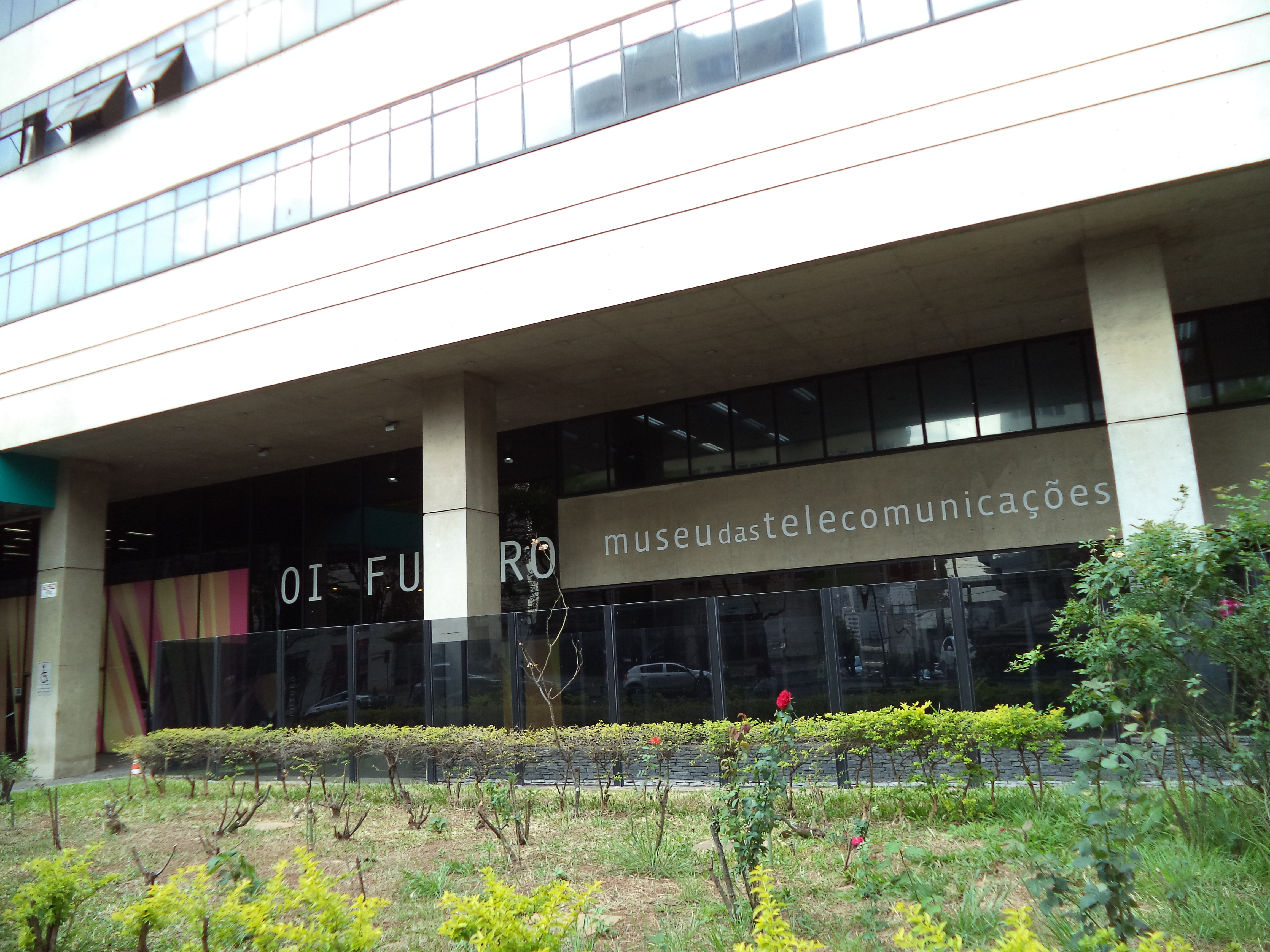
Entrada do museu, na Rua 2 de Dezembro, 63, Flamengo, no Rio de Janeiro.

O Museu das Comunicações e Humanidades é localizado no Rio de Janeiro. É um museu que se dedica a contar a história da comunicação humana do passado até os dias de hoje de todas as formas possíveis através de vídeos, aparelhos interativos, sons, objetos e imagens. Ao todo há cerca de 200 itens no acervo.
Foi inaugurado em 2007. Em março de 2012, após uma reforma de três anos, museu foi reinaugurado com novas atrações. Entre elas uma máquina do tempo interativa. Além disso, novos aparelhos sensíveis ao toque e tablets foram incluídos no acervo.
Em 2020, passou por obras de modernização e passou a se chamar Museu das Comunicações e Humanidades (MUSEUM), conta a história do desenvolvimento tecnológico das comunicações a partir da ótica das relações humanas.

## Exposições
Exposição Permanente - O museu possui um acervo de multimídia ao lado de objetos que fizeram a história das telecomunicações no Brasil e no Mundo com peças únicas com registro de todas as épocas e recursos usados historicamente nas comunicações – do pombo correio ao celular.
Há também no museu seções explicativas sobre a forma de comunicação até mesmo entre as células do corpo humano.

Exposições Temporárias Realizadas
O Casarão de Exposições Temporárias do MUSEHUM tem sido palco de diversas mostras que dialogam com o acervo permanente do museu, promovendo uma reflexão sobre a história da cidade e suas transformações. Algumas das exposições realizadas incluem:
   Divina Geometria – Cristo Redentor | Oskar Metsavaht
   De 17 de julho a 02 de outubro de 2016, esta exposição apresentou uma interpretação artística do Cristo Redentor, ícone do Rio de Janeiro, por meio de obras do estilista Oskar Metsavaht.
   O Rio de Janeiro de Estácio de Sá
   De 04 de março a 04 de junho de 2017, a equipe do MUSEHUM explorou a fundação da cidade e sua evolução ao longo dos séculos 
A Comunicação e a Sociedade
De 15 de maio a 08 de junho de 2018, esta mostra abordou os diferentes meios de comunicação e seu impacto na sociedade. 
Imagens do Rio Oitocentista
De 06 de junho a 29 de setembro de 2018, a exposição apresentou fotografias e ilustrações que retratam o Rio de Janeiro no século XIX. 
Os Múltiplos Olhares de Augusto Malta
De 19 de setembro de 2018 a 20 de fevereiro de 2019, foram exibidas obras do fotógrafo Augusto Malta, que documentou a cidade no início do século XX. 
Corpo de Fuzileiros Navais, Inclusão e Arte
De 21 de março a 23 de junho de 2019, esta exposição, em parceria com o Comando-Geral do Corpo de Fuzileiros Navais, apresentou obras que discutem a inclusão social por meio da arte. 
Vagalumes 21
De 18 de junho a 28 de agosto de 2022, artistas como Antônio Bokel e Marcos Prado apresentaram obras que exploram a luz e a sombra na arte contemporânea. 
Júlia Lopes de Almeida – 160 anos: retorno de um fenômeno literário
De 17 de setembro de 2022 a 05 de fevereiro de 2023, a exposição celebrou a obra da escritora Júlia Lopes de Almeida, destacando sua importância na literatura brasileira. 
Tesouros Naturais de Visegrád: Hungria, Eslováquia, Tchéquia e Polônia
De 3 de março a 02 de abril de 2023, o Consulado Geral da Hungria apresentou uma mostra sobre o patrimônio natural da região de Visegrád. 
Águas do Brasil
De 13 de abril a 14 de maio de 2023, a Diretoria do Patrimônio Histórico e Documentação da Marinha exibiu obras que discutem a relação do Brasil com seus recursos hídricos. 
Poética do Desconhecido
De 03 de junho a 13 de agosto de 2023, o artista Heli Freireg apresentou obras que exploram o mistério e o desconhecido na arte contemporânea. 
I-Yú Ñanderu Yara
De 17 de junho a 05 de novembro de 2023, o artista Eduardo Santos apresentou obras que discutem a identidade e a cultura indígena. 
Conexões
De 25 de julho a 24 de setembro de 2023, Médicos Sem Fronteiras apresentou uma exposição que aborda a comunicação em contextos de crise. 
MHC: História e acervo
De 07 de abril a 31 de maio de 2023, a equipe de Museologia do MHC apresentou uma retrospectiva da história e do acervo do museu. 
Te amarei para sempre
De 02 de setembro a 12 de novembro de 2023, o artista Marcus Penido apresentou obras que exploram o tema do amor na arte contemporânea. 
Omolu - A Cura
De 15 de outubro a 16 de novembro de 2023, o curador Robson de Paula apresentou uma exposição que discute a cura e a espiritualidade. 
Mancha de Dendê não sai – Moraes Moreira
De 12 de dezembro de 2023 a 12 de março de 2024, a exposição homenageou o músico Moraes Moreira, destacando sua contribuição para a música brasileira. 
Pavilhão Maxwell Alexandre 3 | Clube
De 30 de março a 30 de junho de 2024, o artista Maxwell Alexandre apresentou obras que discutem a identidade e a cultura afro-brasileira. 
Rio 64: a capital do golpe
De 13 de julho a 13 de outubro de 2024, a curadora Heloisa Starling apresentou uma exposição que aborda o golpe militar de 1964 e seus impactos na cidade do Rio de Janeiro. 
Giras na terra, giras no mar
De 19 de outubro de 2024 a 05 de janeiro de 2025, a curadora Fernanda Pequeno apresentou uma exposição que explora as relações entre a terra e o mar na cultura afro-brasileira. 
O mistério das coisas por baixo das pedras e dos seres
De 19 de outubro de 2024 a 05 de janeiro de 2025, diversos artistas apresentaram obras que discutem o mistério e o desconhecido na arte contemporânea.